# Löwen-Maler (Schwarzfiguriger Vasenmaler)

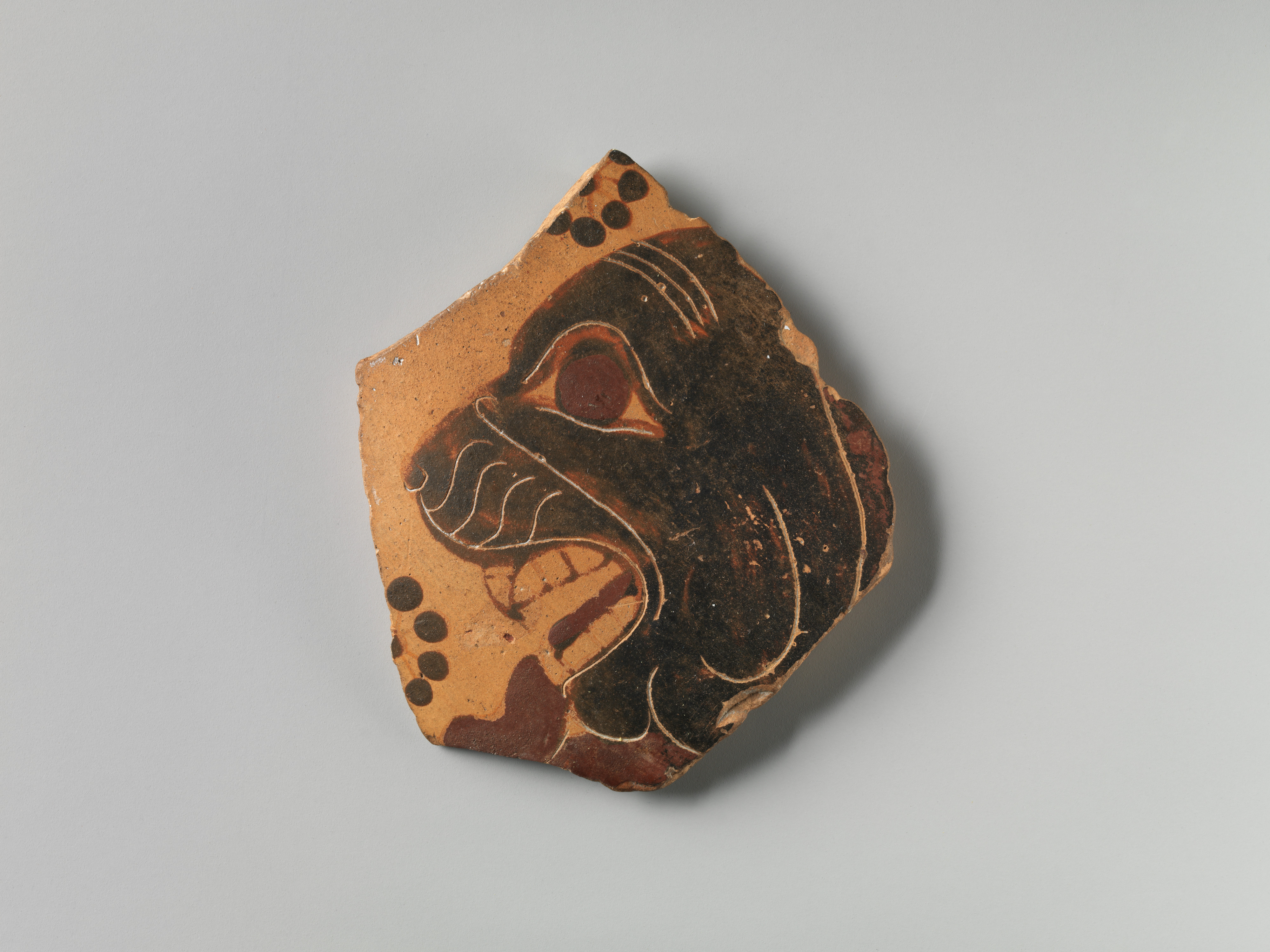
Fragment einer Vase (630/20 v. Chr.) mit Löwendarstellung; New York, Metropolitan Museum of Art 38.11.10

Der Löwen-Maler (englisch Lion Painter) war einer der frühesten attischen schwarzfigurigen Vasenmaler. Er war zwischen 630 und 600 v. Chr. tätig.
Der Löwen-Maler war ein Zeitgenosse des Nessos-Malers, an dessen Bedeutung er trotz seiner künstlerischen Klasse nicht herankam. Alle ihm zugeschriebenen Vasen zeigen die Darstellung von Löwen. Sein Werk ist nur in wenigen, aber hochqualitativen Fragmenten überliefert. Der kahlköpfige Löwe auf seiner Namenvase macht einen sorgenvollen Eindruck.

## Zugeschriebene Werke
- Athen, Archäologisches Nationalmuseum: Halsamphora 16392
- Athen, Archäologisches Nationalmuseum: Halsamphora 16393
- Athen, Archäologisches Nationalmuseum: Halsamphora 16394
- Athen, Sammlung Vlasto: Fragment einer Halsamphora
- New York, Metropolitan Museum: Fragment 38.11.10 Eintrag in der Museumsdatenbank